# 格熱戈日·米哈爾斯基
格热戈日·马立克·Michalski（波蘭語：Grzegorz Marek Michalski），波兰经济学家，在弗罗茨瓦夫经济学大学管理、计算机科学及财务学院任研究员。他的主要研究领域是企业财务和资金流动性管理。他是一个金融学教授。他的研究主要對象是了解金融企业流动性的决定因素和动态。在他的研究中，他已审查企业流动资金管理政策的企业价值和资金結果成本。他还调查了企业流动资金的影响，对资产组合选择和企业决策的流动资产。目前，他研究非营利组织的流动性所作出的决定。他还研究了目前的商业投资，应付帐款，存货及经营性现金。最近的赠款和项目研究对非营利组织的流动性约束的影响和营利小企業决定流动资产的投资水平，以及是否或不使用资本水平和业务估值结果的结果成本等信息。在正在进行的工作，他研究的企业组织资本的独特的风险特征，和文件巨资组织资本投资企业获得的高预期回报。他的工作已经发表在ISI学术期刊，如《罗马尼亚经济预测报》、《经济计算與经济控制论研究和研究杂志》，和《农业经济 - Zemědělská ekonomika》。他的研究已经获得了杰出的出版和研究活动的弗罗茨瓦夫经济学大学校长奖。
他是超过80篇论文和10本著作的作者。他是一个首席编辑：
- 全球金融开放杂志（GOJoF）。

他是在许多国际学术刊物的编委：
- 澳大拉西亚会计业务及财务杂志（AABFJ）ISSN：1834年至2000年，
- 企业财务管理（JCTM）ISSN 1753年至2574年，
- 中国管理的问题与展望（PPM）ISSN：1727-7051（印刷本），ISSN 1810-5467（在线），
- 国际信息处理和管理（IJIPM），ISSN：2093-4009，
- 国际经济和商业研究（IJEBR）ISSN：1756-9850，ISSN（在线）：1756-9869，
- 商业和经济研究杂志（BERJ）ISSN：1309年至2448年，
- 商业和经济学杂志（BEJ）ISSN 2151-6219（od 2010 do 2011），
- 国际评论“应用的财政问题和经济学（IRAFIE）ISSN：9210 - 1737（od 2010 do 2011）。

他拥有弗罗茨瓦夫经济学大学的硕士和博士学位。

## 著作
在流动性管理的问题上，他常被波兰和东欧文獻广泛引用。
金融流动性管理
- MICHALSKI，格热戈日（2005年）。在中小型企业的资金流动性（瓦特małych Płynność finansowa我średnich przedsiębiorstwach在波兰）。华沙：波兰科学出版社自己。 ISBN 83-01-14346-0。
- MICHALSKI，格热戈日（2004年）。在现行的财务管理（Wartość płynności瓦特bieżącym zarządzaniu finansami在波兰）流动资金的价值。华沙：CeDeWu。 ISBN 83-87885-53-3。
- MICHALSKI，格热戈日（2010年）。流动性管理战略（Strategiczne zarządzanie płynnością finansową在波兰）。华沙：CeDeWu。 ISBN 978-83-7556-167-8。
- MICHALSKI，格热戈日（2004年）。短期资本管理公司（Krótkoterminowe zarządzanie kapitałem在波兰）（Wiesław Pluta）。华沙：出版社C. H.贝克。 ISBN 83-7387-406-2。

企业融资
- MICHALSKI，格热戈日（2004年）。财务管理百科全书（Leksykon zarządzania finansami在波兰）。华沙：出版社C. H.贝克。 ISBN 83-7387-276-0。
- MICHALSKI，格热戈日（2009年）。企业财务战略（Strategie finansowe przedsiębiorstw在波兰）。格但斯克：ODDK。 ISBN 978-83-7426-567-6。
- MICHALSKI，格热戈日（2010年）。对企业财务管理（Wprowadzenie做zarządzania finansami przedsiębiorstwa在波兰）。华沙：出版社C. H.贝克。国际标准书号978-83-255-1509-6。
- MICHALSKI，格热戈日（2004年）。 （Podstawy finansów przedsiębiorstw在波兰）企业财务基础。弗罗茨瓦夫：WSZ EDUKACJA。 ISBN 83-87708-66-6。
- MICHALSKI，格热戈日（2007年）。 Microfirm（Tajniki finansowego sukcesu DLA mikrofirm在波兰）的财务业绩（Katarzyna Prędkiewicz）。华沙：出版社C. H.贝克。书号978-83-7483-885-6。

财务分析
- MICHALSKI，格热戈日（2009年）。财务报表分析（Ocena kontrahenta NA podstawie sprawozdań finansowych在波兰）。格但斯克：ODDK。国际标准书号978-83-7426-509-6。

## 外部連結
- 官方网站
- Google Scholar Citations （页面存档备份，存于）
- Thomson Reuters Web of Knowledge listed piblications （页面存档备份，存于）
- Worldwide Directory of Financial Faculty
- Biogram, PPM （页面存档备份，存于）